# Herman Rouwé
Herman Jan Rouwé, nizozemski veslač, * 20. januar 1943, Grou.
Rouwé je za Nizozemsko nastopil v dvojcu s krmarjem na Poletnih olimpijskih igrah 1964 v Tokiu. Nizozemski čoln je takrat osvojil bronasto medaljo. Nato je leta 1968 nastopil še na Poletnih olimpijskih igrah v Ciudadu de Mexico, kjer je v četvercu s krmarjem osvojil deveto mesto.